# 登贝莱
登贝莱（Dembélé）也译为德姆贝勒，是一个源自非洲的姓氏，常见于马里、塞内加尔和科特迪瓦等国。
- 穆萨·登贝莱：比利时足球运动员，现效力中超球会广州富力
- 穆萨·登贝莱 (法国足球运动员)：法国足球运动员，现效力于现时效力英超球会富勒姆
- 加拉·登贝莱：出生于法国的马里足球运动员
- 奥斯曼·登贝莱：法国足球运动员，现效力法甲球队巴黎圣日耳曼